# Ronde van Italië 2024/Negentiende etappe
De negentiende etappe van de Ronde van Italië 2024 vond plaats op 24 mei. Deze etappe werd gewonnen door de Italiaan Andrea Vendrame die voor het tweede ritsucces zorgde van zijn ploeg Decathlon AG2R La Mondiale Team deze Ronde van Italië.

## Koersverloop
De eerste zeventig kilometer was er in het peloton een strijd gaande om mee te zitten in de vroege vlucht van deze etappe. Na verloop van tijd ontstonden twee groepen renners. Deze twee groepen kwamen op tachtig kilometer voor de aankomst samen. De groep bestond uit negentien renners. In de kopgroep waren drie Belgen, Dries De Pooter, Quinten Hermans en Jasper Stuyven, en was een Nederlander, Tim van Dijke, aanwezig. De kopgroep kreeg een grote voorsprong van het peloton, met nog 7,5 kilometer te gaan was dit zelfs vijftien en een halve minuut. In de laatste vijftig kilometers plaatsten verschillende renners aanvallen en er ontstonden zodoende verschillende groepjes renners. 28 kilometer voor de aankomst kreeg Andrea Vendrame een voorsprong op de andere vluchters van de dag. Deze voorsprong wist hij uit te breiden en vast te houden tot aan de finish. Eerdere etappewinnaars Pelayo Sánchez en Georg Steinhauser eindigden naast Vendrame op het podium. Achttien van de negentien renners die in de kopgroep reden finishten voor het peloton. Enkel Theuns kwam later over de finish.

## Uitslagen
| Mortegliano – Sappada (157 km) |                    |                                 |          |
| Plaats                         | Naam               | Ploeg                           | tijd     |
| Winnaar                        | Andrea Vendrame    | Decathlon AG2R La Mondiale Team | 3u51'05" |
| 2                              | Pelayo Sánchez     | Movistar Team                   | + 54"    |
| 3                              | Georg Steinhauser  | EF Education-EasyPost           | + 1'07"  |
| 4                              | Jhonatan Narváez   | INEOS Grenadiers                | + 2'27"  |
| 5                              | Luke Plapp         | Team Jayco AlUla                | z.t.     |
| 6                              | Simone Velasco     | Astana Qazaqstan Team           | + 2'30"  |
| 7                              | Jan Tratnik        | Team Visma \| Lease a Bike      | z.t.     |
| 8                              | Michael Valgren    | EF Education-EasyPost           | z.t.     |
| 9                              | Julian Alaphilippe | Soudal Quick-Step               | + 2'32"  |
| 10                             | Quinten Hermans    | Alpecin-Deceuninck              | + 3'52"  |
|                                |                    |                                 |          |
| 15                             | Tim van Dijke      | Team Visma \| Lease a Bike      | + 9'37"  |

| Algemeen klassement |                   |                                 |            |
| Plaats              | Naam              | Ploeg                           | Tijd       |
| Roze trui           | Tadej Pogačar     | UAE Team Emirates               | 71u24'03"  |
| 2                   | Daniel Martínez   | BORA-hansgrohe                  | + 7'42"    |
| 3                   | Geraint Thomas    | INEOS Grenadiers                | + 8'04"    |
| 4                   | Ben O'Connor      | Decathlon AG2R La Mondiale Team | + 9'47"    |
| 5                   | Antonio Tiberi    | Bahrain-Victorious              | + 10'29"   |
| 6                   | Thymen Arensman   | INEOS Grenadiers                | + 11'10"   |
| 7                   | Romain Bardet     | Team dsm-firmenich PostNL       | + 12'42"   |
| 8                   | Einer Rubio       | Movistar Team                   | + 13'33"   |
| 9                   | Filippo Zana      | Team Jayco AlUla                | + 13'52"   |
| 10                  | Jan Hirt          | Soudal Quick-Step               | + 14'44"   |
|                     |                   |                                 |            |
| 30                  | Mauri Vansevenant | Soudal Quick-Step               | + 1u19'16" |

## Opgaven
Er zijn deze etappe twee opgaven gemeld. De Italiaan Andrea Piccolo moest opgeven vanwege een eenzijdige valpartij. Nick Schultz startte deze etappe niet vanwege ziekteverschijnselen.
Niet gestart
Nick Schultz (Israel-Premier Tech)
Niet gefinisht
Andrea Piccolo (EF Education-EasyPost)
1e etappe ·
2e etappe ·
3e etappe ·
4e etappe ·
5e etappe ·
6e etappe ·
7e etappe ·
8e etappe ·
9e etappe ·
10e etappe ·
11e etappe ·
12e etappe ·
13e etappe ·
14e etappe ·
15e etappe ·
16e etappe ·
17e etappe ·
18e etappe ·
19e etappe ·
20e etappe ·
21e etappe
Startlijst · Eindstanden · Afbeeldingen